# Geyr (Adelsgeschlecht)

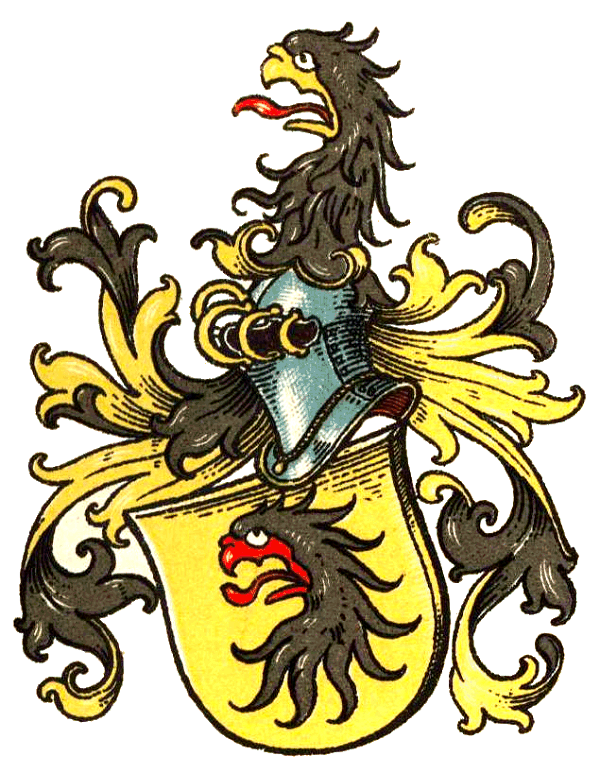
Wappen derer von Geyr zu Schweppenburg im Wappenbuch des Westfälischen Adels

Geyr (auch Gyr, Geyer, Gier) ist der Name eines alten westfälischen Adelsgeschlechts.

## Geschichte

### Herkunft
Das ursprünglich aus dem Paderborner Patriziat stammende Geschlecht erscheint erstmals mit Andreas Gyr als Bürgermeister zu Paderborn. Er wird zwischen 1239 und 1270 urkundlich erwähnt. Die Giersstraße, der Gierswall und die Giersmauer in Paderborn sind nach der Familie benannt.

### Ausbreitung und Linien

#### Gyr  von Warburg zu Leuchte
1288 wurde Johann Gyr in einem Lehnbrief über das bei Scherfede gelegene Gut Leuchte des Klosters Hardehausen genannt. Er war Gograf zu Warburg. 1385 wurde wieder ein Johann Gyre als Gograf von Warburg erwähnt. 1452–1455 errichtete sich die Familie einen neuen Wohnsitz auf einem großen Grundstück in der Warburger Neustadt, Kalandstraße 5, der noch heute besteht. 1481 war Dethmar Gyr Ratsherr in Warburg. Ferner besaß die Familie ein Landgut in Menne (Warburg) und andere Ländereien.

#### Geyr zu Roden
1490 wurde Dethmar Gyrs Sohn Johann Geyr von Warburg zu Leuchte († 1510) mit dem in der Nähe des Leuchtebergs liegenden Roden, das damals noch zum Hochstift Paderborn gehörte, belehnt. Conrad Geyr zu Roden († 1598), Urenkel Johann Geyrs von Warburg zu Leuchte und Sohn von Peter Geyr und Gertrud, geborene Drost von Vüchte, verkaufte das Gut Leuchte an die Adelsfamilie von Spiegel. Herbold von Geyr zu Roden († 1643) war wohl der letzte Gograf in Warburg aus der Familie. Sein Sohn Peter von Geyr zu Roden († 1683) wurde General-Einnehmer im Erzstift Köln. Er siedelte um 1670 die Familie dauerhaft im Rheinland an.

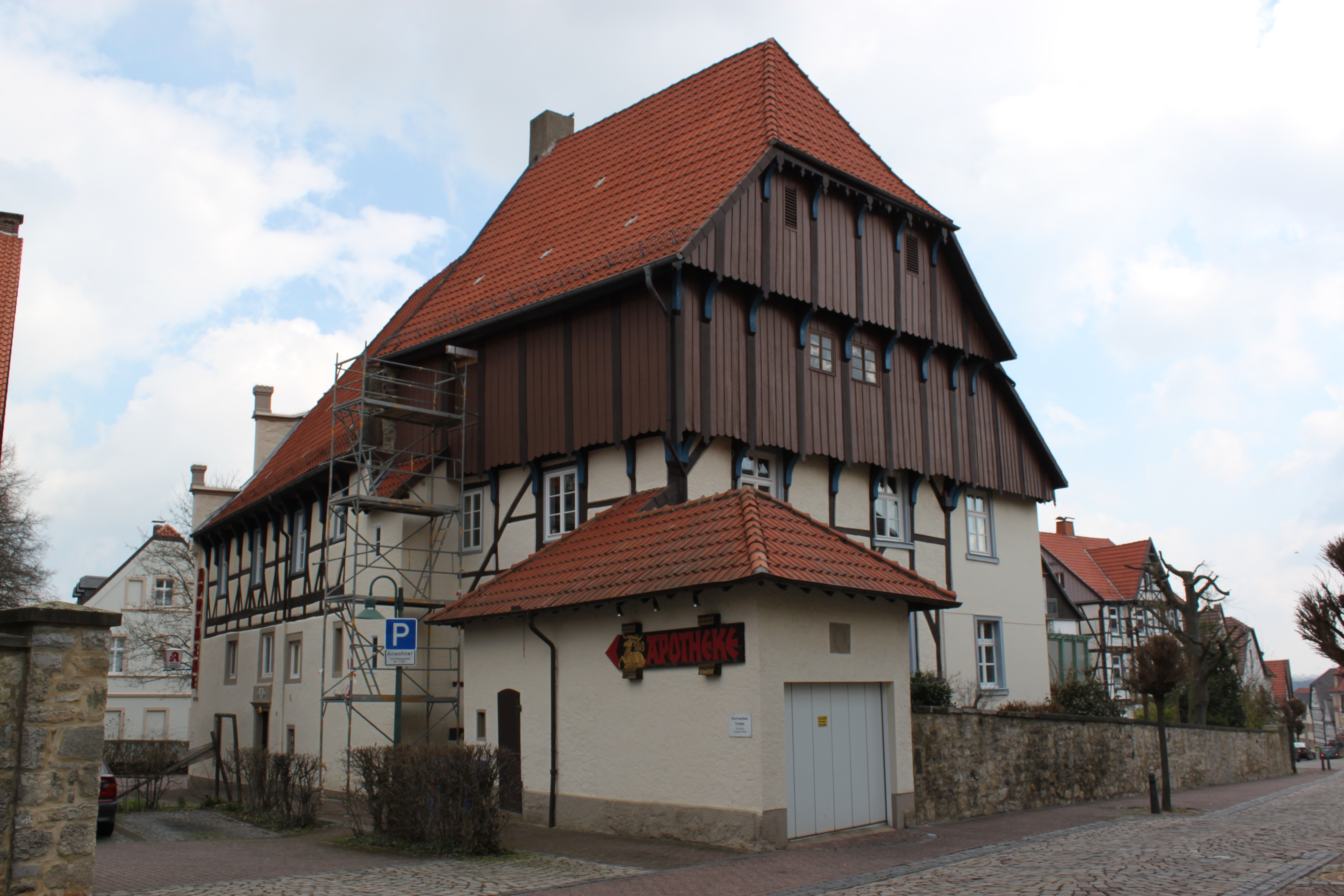
Der 1452–55 errichtete Adelshof der Familie von Geyr in Warburg
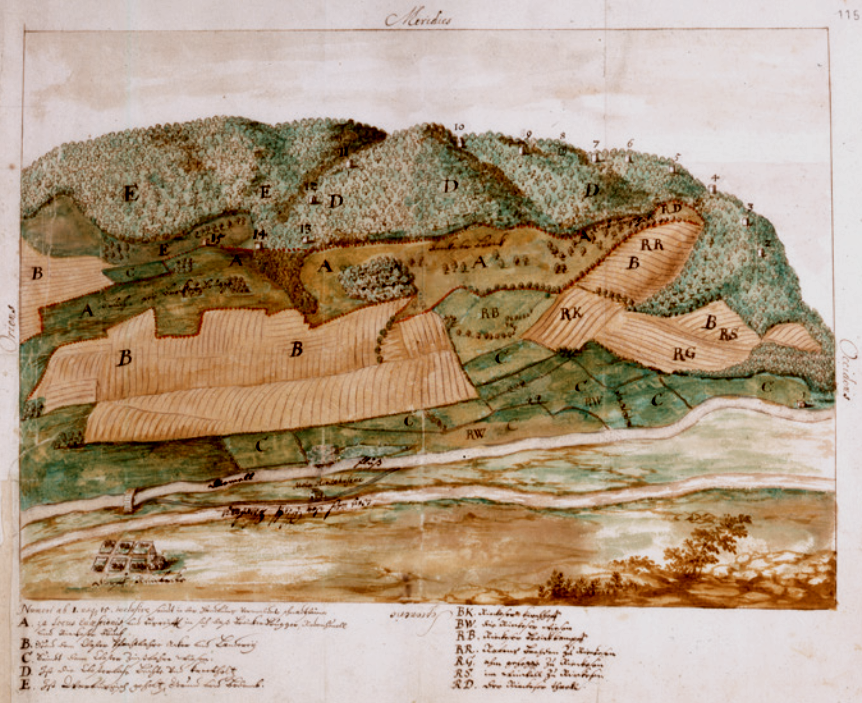
Leuchteberg bei Warburg-Scherfede (1679)

#### von Geyr zu Schweppenburg und Müddersheim

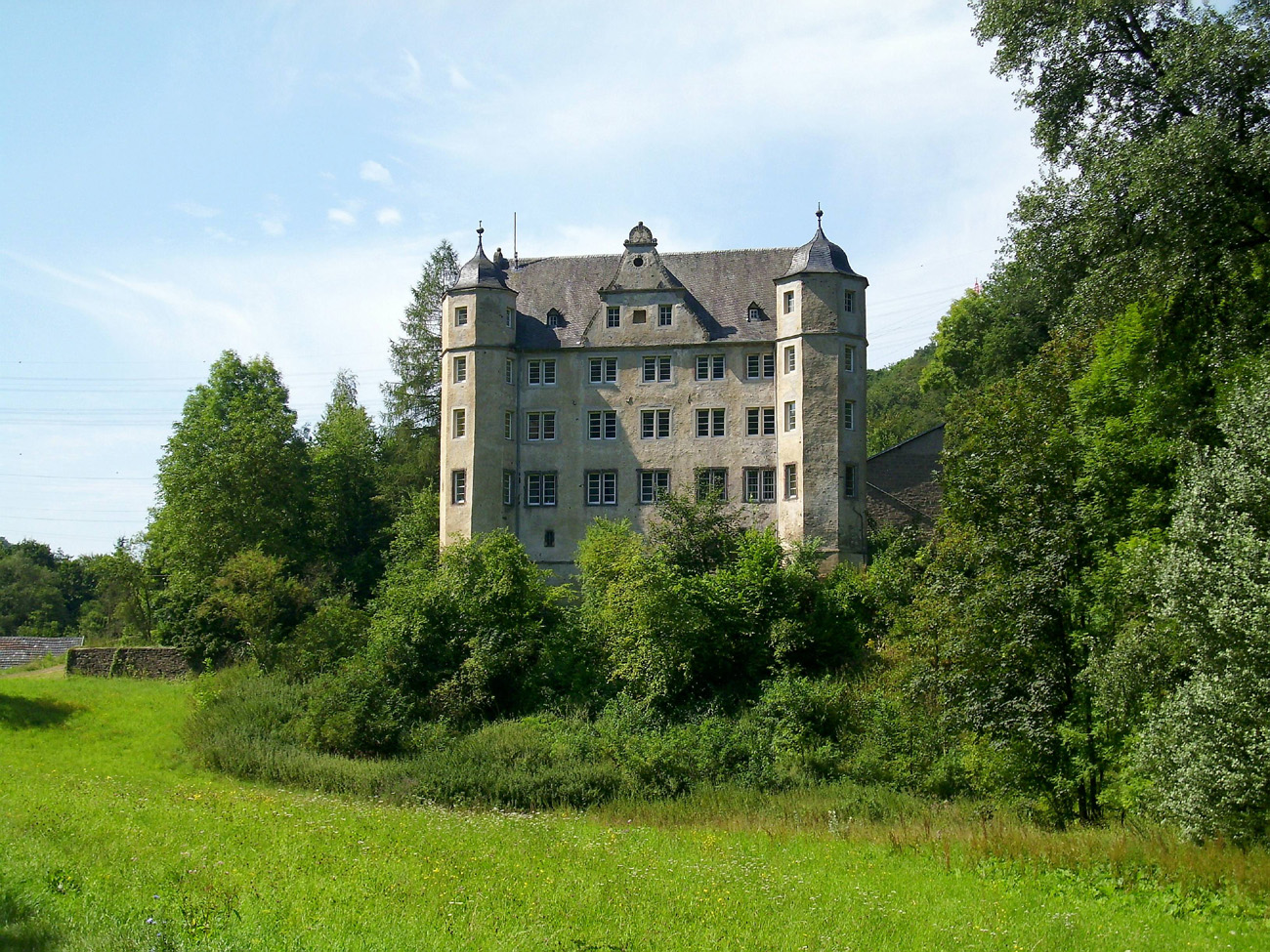
Schloss Schweppenburg, seit 1716 im Familienbesitz

Rudolf Adolf von Geyr (1672–1752) wurde kurkölnischer Hofrat, General-Einnehmer und Oberamtmann zu Erb- und Brauweiler. 1707 erwarb er die Burg Müddersheim, ab 1714 ließ er die zerstörte Burg Schallmauer als Herrenhaus wieder aufbauen, 1716 kaufte er Schloss Schweppenburg. Er war mit Maria von Groote († 1754) verheiratet. Ihr Sohn Ferdinand Joseph Balthasar Freiherr von Geyr (1709–1784) zu Schweppenburg und Müddersheim, zu Andrimont, Winterburg, Ursfeld und Schallmauer, war kurkölnischer Geheimrat und Amtmann zu Erp. Nach dessen Tod teilte sich die Familie in die Müddersheimer und die Schweppenburger Linie.
Die ältere Linie zu Schweppenburg begründete Freiherr Rudolf Adolf von Geyr († 1795), Herr zu Schweppenburg, Andrimont, Ursfeld, kurpfälzischer Geheimrat und Voigt-Major (oberster Richter) zu Aachen. Aus seiner Ehe mit Isabella von Backum zu Lathum entstammte Joseph Emanuel von Geyr (1774–1814), designierter Voigt-Major zu Aachen und beigeordneter Bürgermeister zu Köln.

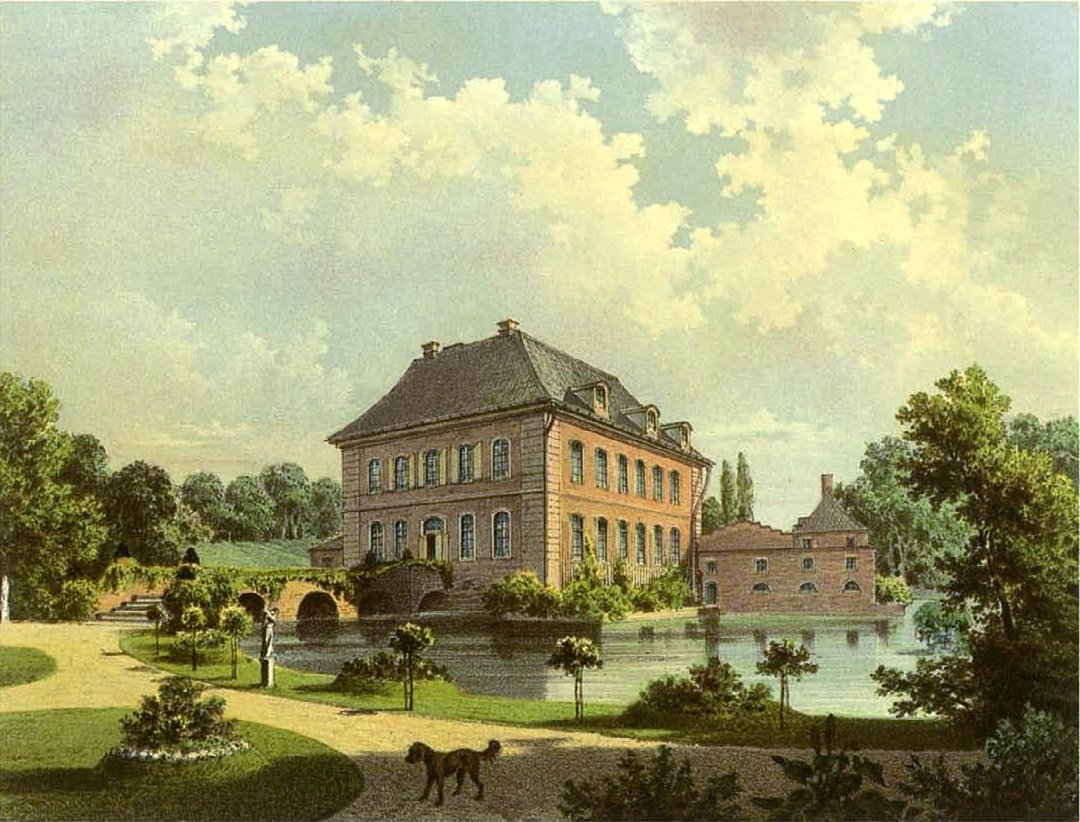
Burg Müddersheim, seit 1707 im Familienbesitz

Die jüngere Linie auf Burg Müddersheim wurde von Freiherr Cornelius Joseph Geyr († 1832), Herr auf Müddersheim, zum Busch und Niederaußem, kurkölnischer Geheimrat und General-Einnehmer, begründet.
Von 1803 bis 2015 war auch Schloss Arff bei Köln im Besitz der Familie, Mitte des 19. Jahrhunderts ferner Haus Rath in Köln-Merheim, die Graue Burg bei Sechtem und von 1951 bis 2006 Schloss Arenfels. In den 1840er Jahren gehörte der Hof Lengsberg und der Käsbacher Hof, beide in Odenthal gelegen, der Familie. Seit 2006 ist Haus Vlassrath im Besitz eines Familienmitglieds; ebenfalls seit 2006 Schloss Mespelbrunn im Spessart.

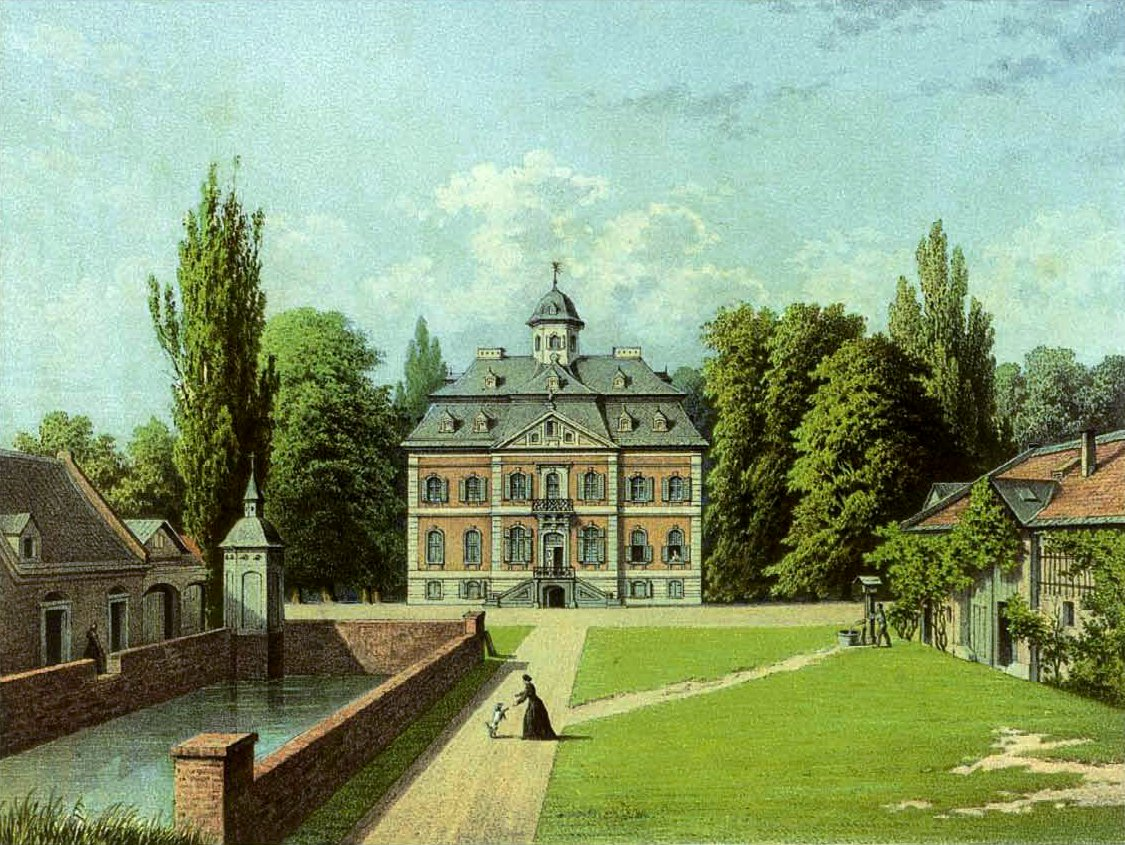
Schloss Arff
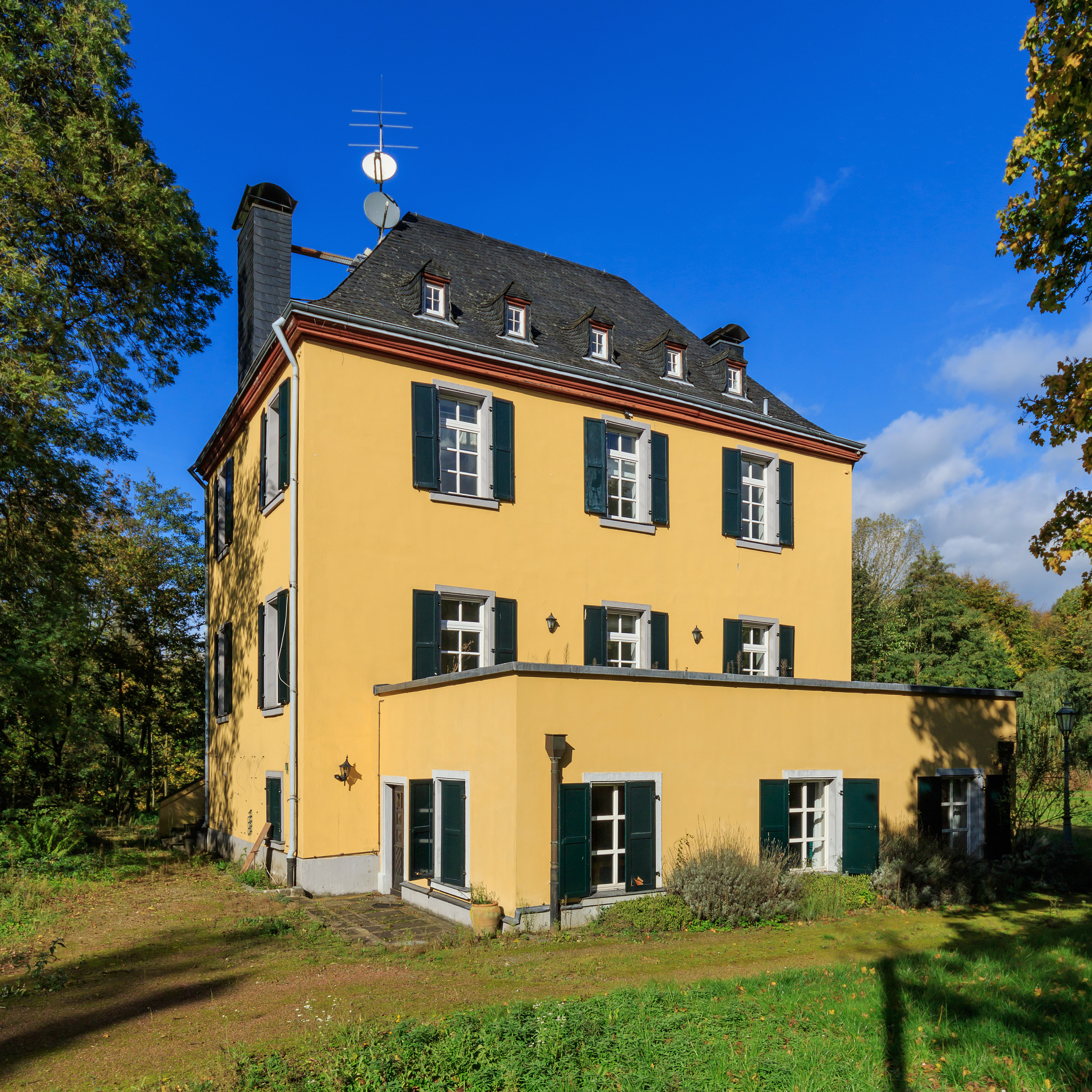
Burg Schallmauer
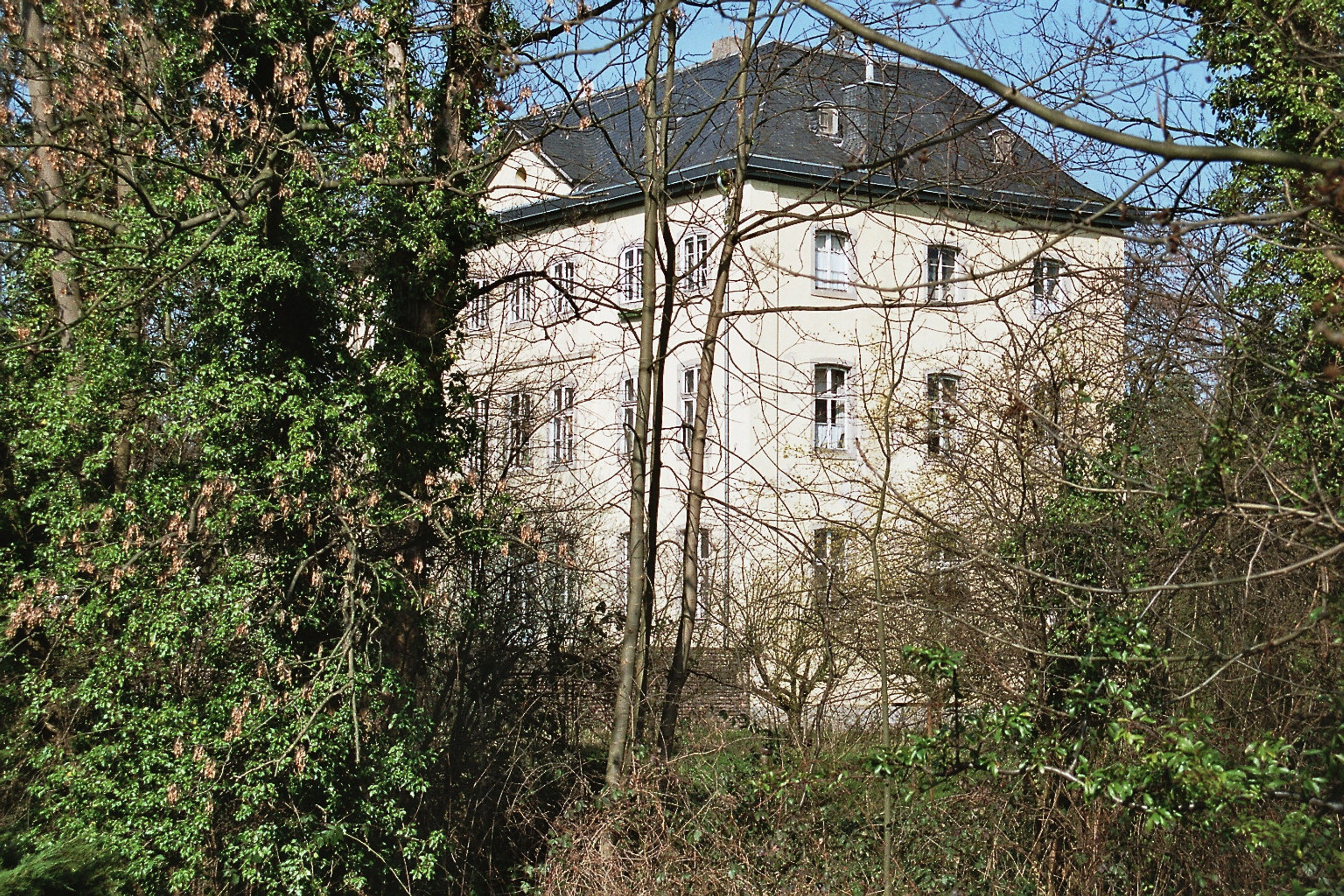
Graue Burg Sechtem
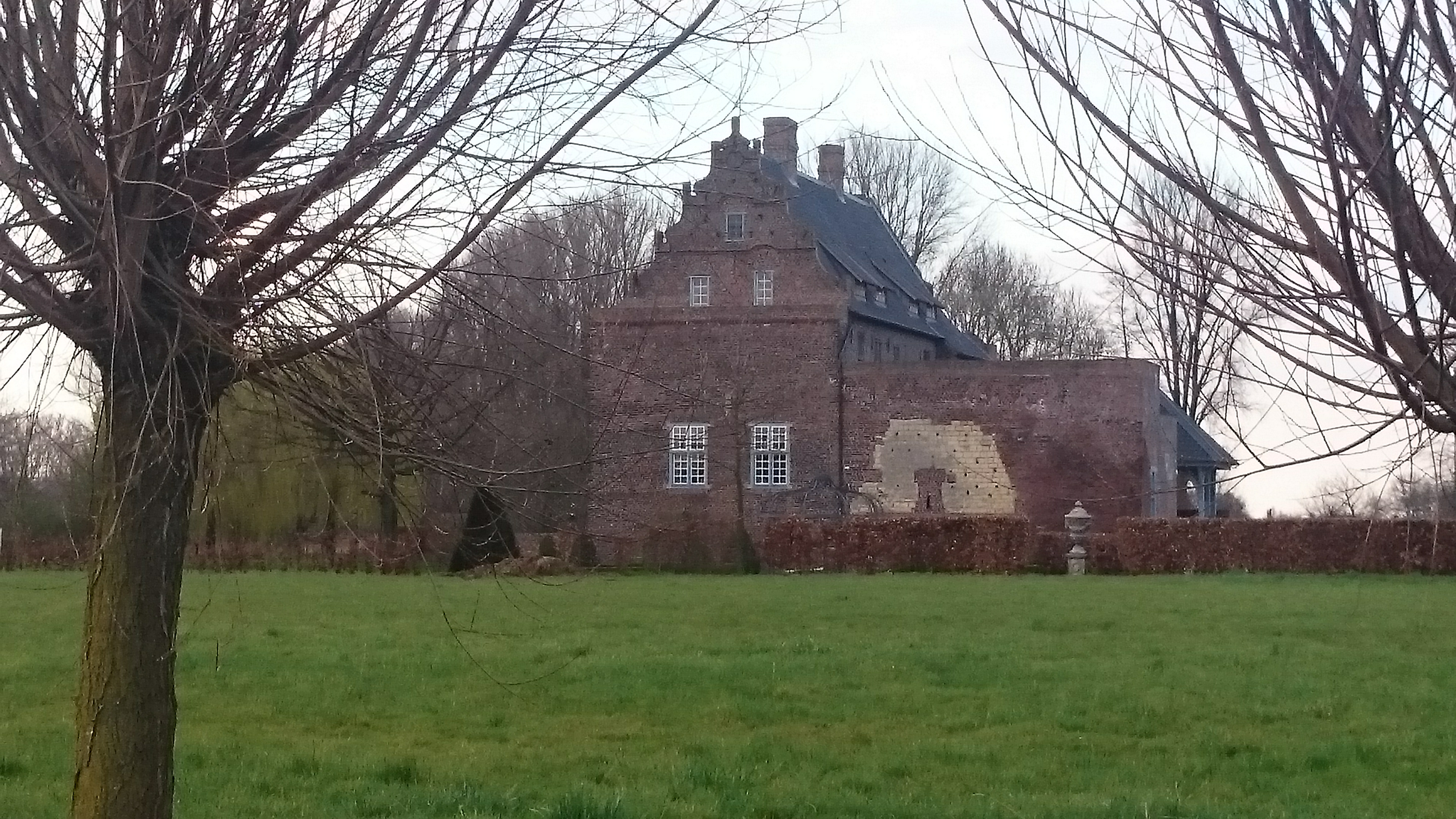
Haus Vlassrath
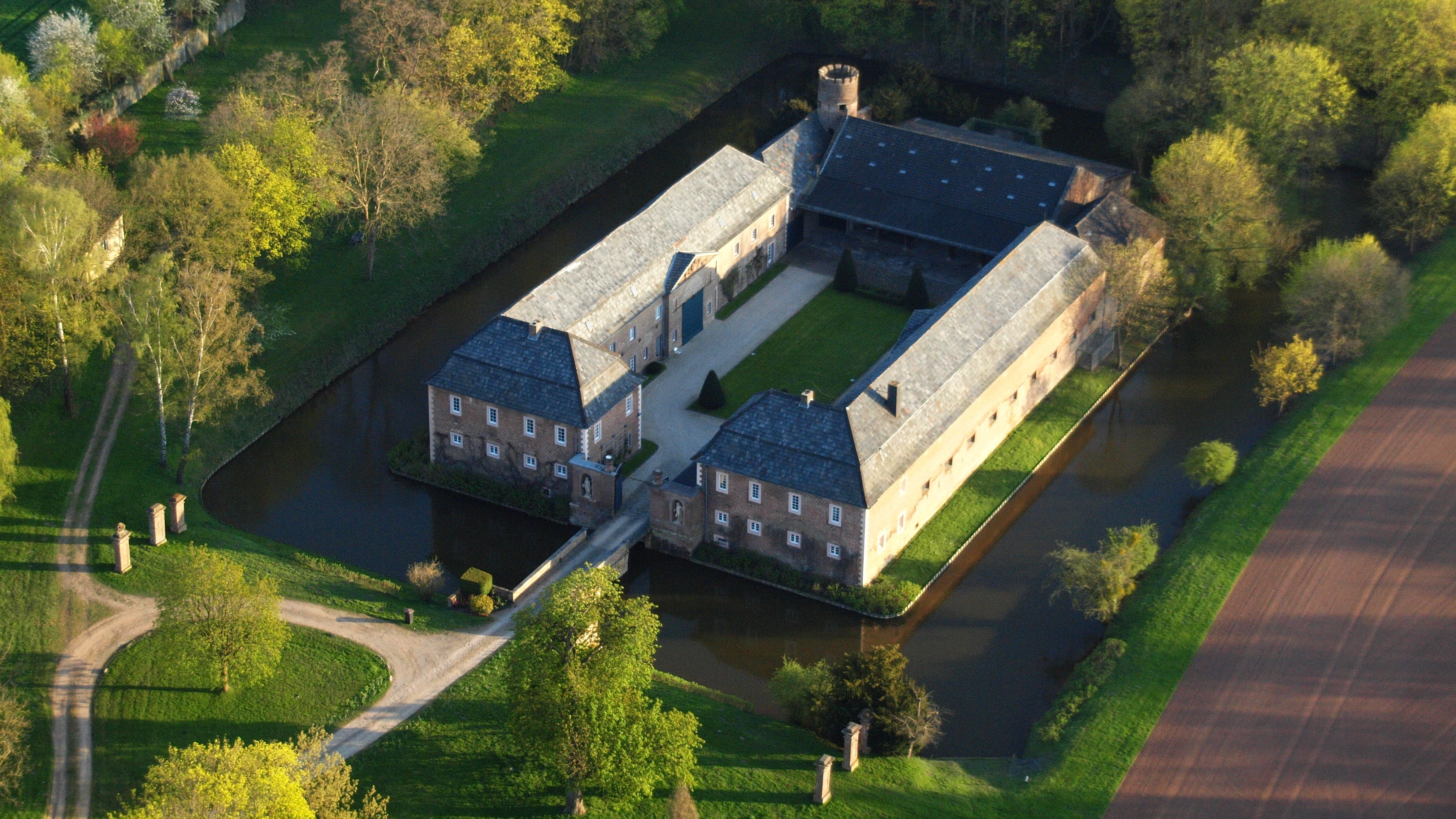
Haus Busch

### Standeserhebungen
Hofrat Rudolph Adolph von Geyer erhielt am 9. Juni 1717 in Laxenburg den Reichsritterstand als Freiherr von Geyer Edler zu Schweppenburg mit einer Wappenbesserung. Am 3. Oktober 1726 wurde er in Koblenz in die Niederrheinische Reichsritterschaft aufgenommen und am 21. Februar 1743 in Frankfurt am Main als Freiherr von Geyr  Edler zu Schweppenburg mit der Anrede Wohlgeboren und einer Wappenbesserung in den Reichsfreiherrenstand erhoben.
Eine preußische Anerkennung des Freiherrenstandes für die Linie Müddersheim als Freiherr Geyr von Schweppenburg erfolgte durch Reskript vom 15. Dezember 1826 und für die Linie Freiherr von Geyr zu Schweppenburg am 2. Mai 1827.

## Wappen

### Stammwappen
Das redende Wappen zeigt in Gold den abgerissenen Kopf mit Hals eines natürlichen Geiers. Auf dem Helm mit schwarz-goldenen Helmdecken die Schildfigur.
1760 wurde in der Marienkapelle des Kölner Doms ein Epitaph errichtet, der mit Inschriften an verschiedene Mitglieder der Familien von Geyr, von Bequerer, von Plettenberg, von Kurtzrock und von Buschmann erinnert. Bekrönt wird das Epitaph von einer Konsole mit den Wappen von Geyr und von Bequerer.

### Freiherrliches Wappen
Das 1743 verliehene freiherrliche Wappen zeigt zusätzlich als Schildhalter zwei natürliche Geier.

## Bekannte Familienmitglieder
- Max Heinrich von Geyr (1712–1789), Priester und Domherr zu Köln
- Karl Geyr von Schweppenburg (General) (1801–1875), preußischer Generalleutnant
- Karl Geyr von Schweppenburg (Oberstallmeister) (1840–1913), württembergischer Oberstallmeister
- Theodor Geyr von Schweppenburg (1806–1882), Beigeordneter Bürgermeister der Stadt Aachen und Mitglied des Preußischen Herrenhauses
- Hans Geyr von Schweppenburg (1884–1963), deutscher Zoologe
- Leo Geyr von Schweppenburg (1886–1974), deutscher General der Panzertruppe
- Friedrich Geyr von Schweppenburg (Politiker, 1802) (1802–1859), deutscher Rittergutsbesitzer und Politiker
- Friedrich Geyr von Schweppenburg (Politiker, 1831) (1831–1904), deutscher Rittergutsbesitzer und Politiker
- Josef Geyr von Schweppenburg (1754–1832), deutscher Rittergutsbesitzer und Politiker
- Rudolf Geyr von Schweppenburg (1832–1907), deutscher Rittergutsbesitzer und Politiker